# De facto

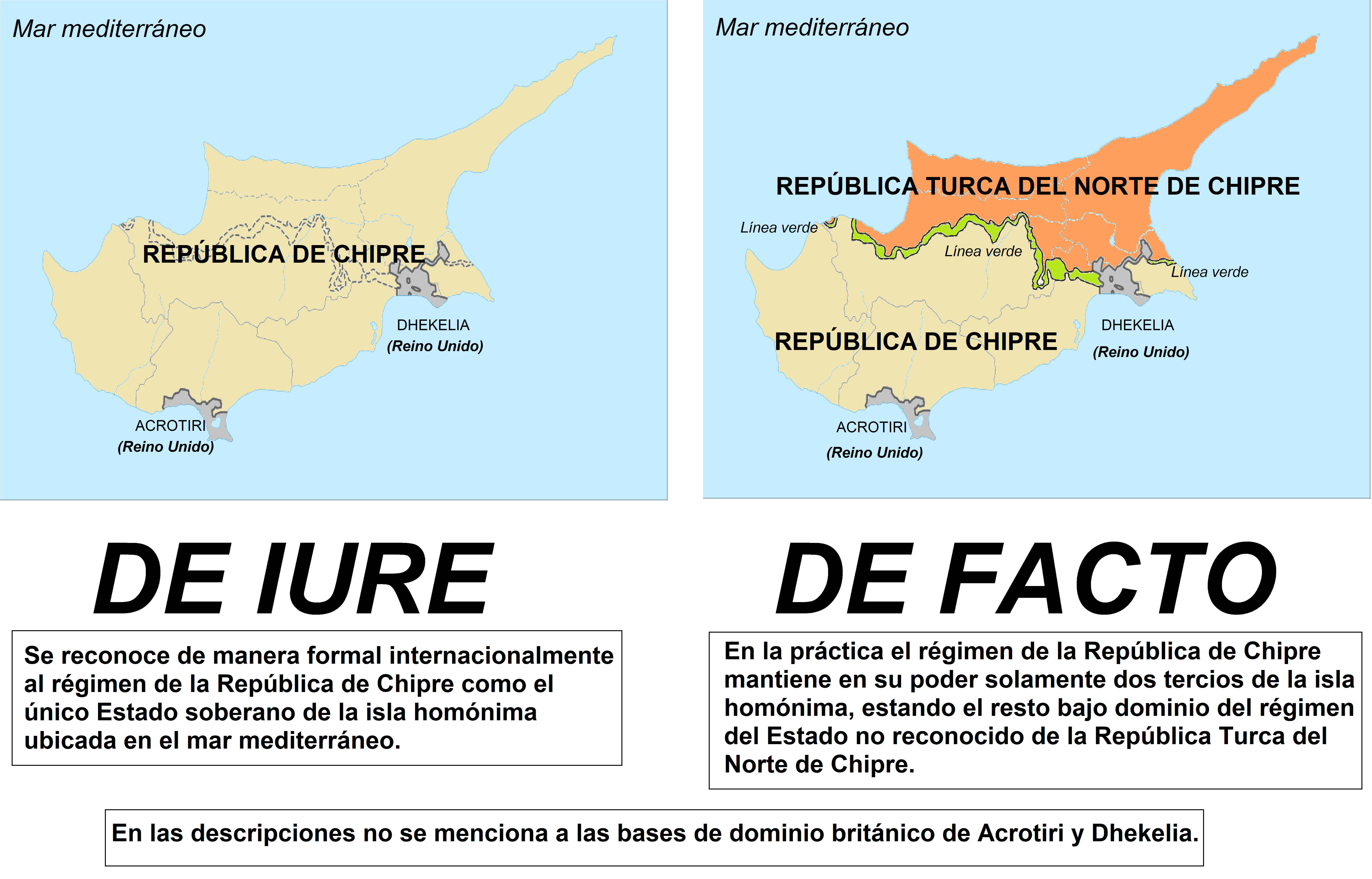
Ejemplo del uso correcto del término de facto y su contraposición de iure utilizando la realidad política de la isla de Chipre.

De facto es una locución latina que significa literalmente ‘de hecho’, esto es, por la fuerza de los hechos, aunque carezca de reconocimiento jurídico. Se opone a de iure, que significa ‘de derecho’.

## Jurisprudencia y derecho de facto
En jurisprudencia, una ley de facto (también conocida como reglamento de facto) es una ley o reglamento que se sigue pero "no está específicamente enumerado por una ley". Por definición, de facto 'contrasta' con de iure que significa "según lo definido por la ley" o "como una cuestión de derecho". Por ejemplo, si una ley particular existe en una jurisdicción, pero se sigue en otra donde no tiene efecto legal (como en otro país), entonces la ley podría considerarse una regulación de facto (una regulación de facto" no es una clasificación legal prescrita oficialmente para un tipo de ley en una jurisdicción particular, sino que es un concepto sobre la(s) ley(es).
Una regulación de facto "puede" ser seguida por una organización como resultado del tamaño del mercado de la "jurisdicción que impone la regulación" como proporción del mercado general; donde la participación de mercado es tan grande que resulta en que la organización elija cumplir implementando un estándar de negocios con respecto a la ley "de facto" dada en lugar de alterar los estándares entre diferentes jurisdicciones y mercados (por ejemplo, protección de datos, fabricación, etc.). La decisión de cumplir voluntariamente puede ser el resultado de: un deseo de simplificar los procesos de fabricación y la rentabilidad, la demanda y las expectativas de los consumidores u otros factores conocidos solo por quien cumple.
En penas de prisión, el término cadena perpetua de facto (también conocida como cadena perpetua "virtual") se utiliza para describir una "cadena no perpetua" que es lo suficientemente larga como para terminar después de que la persona condenada probablemente hubiera muerto debido a la vejez, o lo suficientemente larga como para hacer que la persona condenada "viva la mayor parte de su vida en prisión antes de su liberación".

## Gobierno y cultura

### Idiomas nacionales
Varios países, entre ellos Australia, Japón, México, el Reino Unido, los Estados Unidos y Chile, tienen una lengua nacional de facto, pero no un idioma nacional oficial de iure.
Algunos países tienen un idioma nacional de facto además de un idioma oficial. En el Líbano y Marruecos, el árabe es un idioma oficial (además del amazig en el caso de Marruecos), pero el francés es también un idioma de facto adicional. En Nueva Zelanda, los idiomas oficiales son el maorí y el lenguaje de señas neozelandés; sin embargo, el inglés es un tercer idioma de facto.
El ruso era el idioma oficial de facto del gobierno central y, en gran medida, de los gobiernos republicanos de la antigua Unión Soviética, pero no fue declarado idioma estatal de iure hasta 1990. Una ley de corta duración, en vigor el 24 de abril de 1990, instaló al ruso como el único idioma oficial de iure de la Unión antes de su disolución en 1991.

### Gobernanza y soberanía
Un gobierno de facto es un gobierno en el que todos los atributos de soberanía han sido transferidos, mediante usurpación, de aquellos que habían sido legalmente investidos a otros, quienes, sostenidos por un poder por encima de las formas de la ley, afirman realmente actuar y hacer actuar en su lugar.
En política, un líder de facto de un país o región es aquel que ha asumido la autoridad, independientemente de que sea por medios legales, constitucionales o legítimos; muy frecuentemente, el término se reserva para aquellos cuyo poder es considerado por alguna facción como mantenido por medios ilegales, inconstitucionales o ilegítimos, a menudo porque depusieron a un líder anterior o socavaron el gobierno de uno actual. Los líderes de facto a veces no ocupan un cargo constitucional y pueden ejercer el poder de manera informal.
No todos los dictadores son gobernantes de facto. Por ejemplo, Augusto Pinochet de Chile inicialmente llegó al poder como presidente de una junta militar, lo que lo convirtió brevemente en líder de facto de Chile, pero luego enmendó la constitución de la nación y se autoproclamó presidente hasta que se convocaron nuevas elecciones, convirtiéndolo en el presidente formal y gobernante legal de Chile. De manera similar, a menudo se registra que el gobierno formal de Sadam Huseín en Irak comenzó en 1979, año en que asumió la presidencia de Irak. Sin embargo, su gobierno de facto de la nación comenzó antes: durante su etapa como vicepresidente; ejerció una gran cantidad de poder a expensas del anciano Ahmed Hasán al Bakr, el presidente de jure.
En Argentina, los sucesivos golpes militares que derrocaron gobiernos constitucionales instalaron gobiernos de facto en 1930-1932, 1943-1946, 1955-1958, 1966-1973 y 1976-1983, el último de los cuales combinó los poderes de la oficina presidencial con los del Congreso Nacional. El análisis jurídico posterior de la validez de tales acciones condujo a la formulación de una doctrina de los gobiernos de facto, una formulación jurisprudencial (precedente) que esencialmente decía que las acciones y decretos de los gobiernos de facto pasados, aunque no arraigados en la legitimidad jurídica cuando se adoptaron, siguieron siendo vinculantes hasta el momento en que fueron revocados o derogados de jure por un gobierno legítimo posterior.
Esa doctrina fue anulada por la reforma constitucional de 1994. El artículo 36 establece:

- (1) Esta Constitución regirá aun cuando su observancia sea interrumpida por actos de fuerza contra el orden institucional y el sistema democrático. Estos actos serán irreparablemente nulo.
- (2) Sus autores serán castigados con la pena prevista en el artículo 29, inhabilitados a perpetuidad para ejercer cargos públicos y excluidos de los beneficios de indulto y conmutación de pena de penas.
- (3) Quienes como consecuencia de estos actos asumieran las atribuciones previstas para las autoridades de esta Constitución o para las de las provincias, serán castigados con las mismas penas y serán responsables civil y penalmente de sus actos. . Las acciones respectivas no estarán sujetas a prescripción.
- (4) Todos los ciudadanos tendrán derecho a oponer resistencia a quienes cometan los actos de fuerza establecidos en esta sección.
- (5) El que, procurando enriquecimiento personal, incurra en grave delito fraudulento contra la Nación, intentará también la subversión contra el sistema democrático, y quedará inhabilitado para ejercer cargos públicos por el plazo que señale la ley.
- (6) El Congreso promulgará una ley de ética pública que regirá el ejercicio de los cargos públicos.

Dos ejemplos de líderes de facto son Deng Xiaoping de la República Popular China y el general Manuel Noriega de Panamá. Ambos hombres ejercieron casi todo el control sobre sus respectivas naciones durante muchos años a pesar de no tener ni un cargo constitucional legal ni la autoridad legal para ejercer el poder. Hoy en día estos individuos son comúnmente registrados como los "líderes" de sus respectivas naciones; registrar su título legal y correcto no daría una evaluación precisa de su poder. Un ejemplo moderno de gobernante de facto es Ahmed al-Charaa, quien se convirtió en el líder de facto de Siria después de la caída del régimen de Ásad.
Otro ejemplo de gobernante de facto es alguien que no es el gobernante real pero ejerce una influencia grande o total sobre el verdadero gobernante, lo cual es bastante común en las monarquías. Algunos ejemplos de estos gobernantes de facto son la emperatriz viuda Cixí de China (por su hijo, el emperador Tongzhi y su sobrino, el emperador Guangxu), el príncipe Aleksandr Ménshikov (por su ex amante, la emperatriz Catalina I de Rusia), el cardenal Richelieu de Francia (por Luis XIII), la reina Isabel Farnesio (por su marido, el rey Felipe V) y la reina María Carolina de Borbón-Dos Sicilias (por su marido, el rey Fernando I de las Dos Sicilias).